# Adrian Wetter

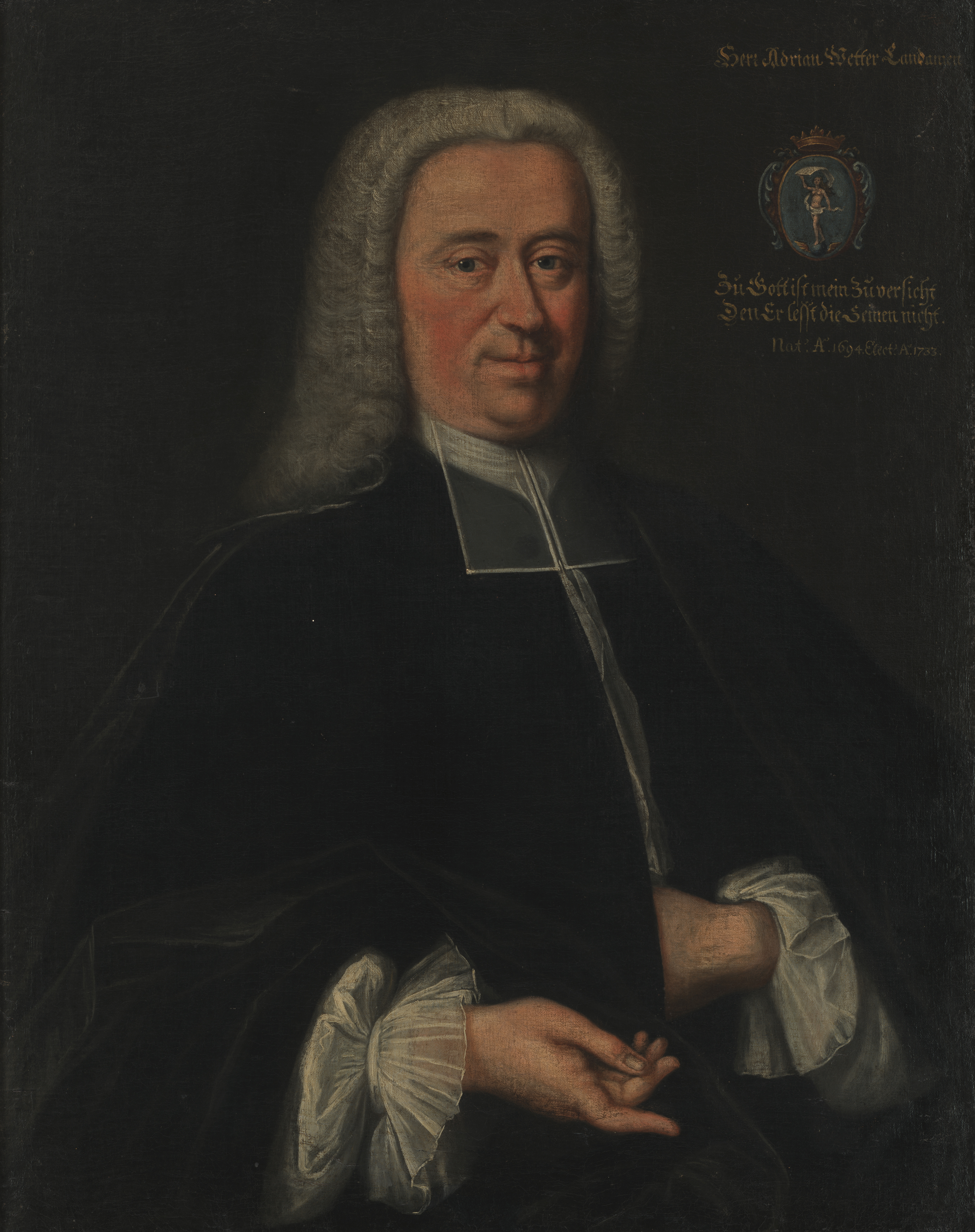
Adrian Wetter, 21. Landammann von Appenzell Ausserrhoden, Porträt von Johann Georg Koch

Adrian Wetter (* 2. September 1694 in Herisau; † 21. Januar 1764 in Herisau; heimatberechtigt in Herisau) war ein Schweizer Textilunternehmer, Mitglied des Kleinen Rats und Landammann aus dem Kanton Appenzell Ausserrhoden.

## Leben
Adrian Wetter war ein Sohn von Lorenz Wetter und Bruder des Johann Rudolf Wetter. Im Jahr 1722 heiratete er Elsbeth Kunkler, Witwe von Michael Zollikofer, Junker. Ausbildung zum Textilkaufmann im väterlichen Handelsgeschäft sowie von 1715 bis 1716 in Italien und Frankreich. Ab 1726 bis 1729 war er Amtsschreiber und Mitglied des Kleinen Rats in Herisau. Von 1729 bis 1733 amtierte er als Landmajor, ab 1733 bis 1753 als Tagsatzungsgesandter und von 1733 bis 1756 als Landammann. Als Haupt der im Landhandel siegreichen Partei der Harten direkt zum Landammann gewählt, leitete Wetter in der Endphase dieser Wirren die Amtsgeschäfte mit Klugheit und Mässigung. Dank seiner Begabung, Reden auch für den einfachen Landmann verständlich zu formulieren, eröffnete er jahrelang die Landsgemeinde auf deren ausdrücklichen Wunsch auch dann, wenn ihm dies turnusgemäss nicht zustand. Wetters Geschäfte litten zeitweise unter seinem politischen Engagement. Er führte einen regen Briefwechsel mit bedeutenden Persönlichkeiten im In- und Ausland und liess das Haus zur Rose am Platz in Herisau bauen.